# Mirosternus denudatus
Mirosternus denudatus là một loài bọ cánh cứng thuộc chi Mirosternus trong họ Ptinidae.